# Nhật thực 2 tháng 7, 2019

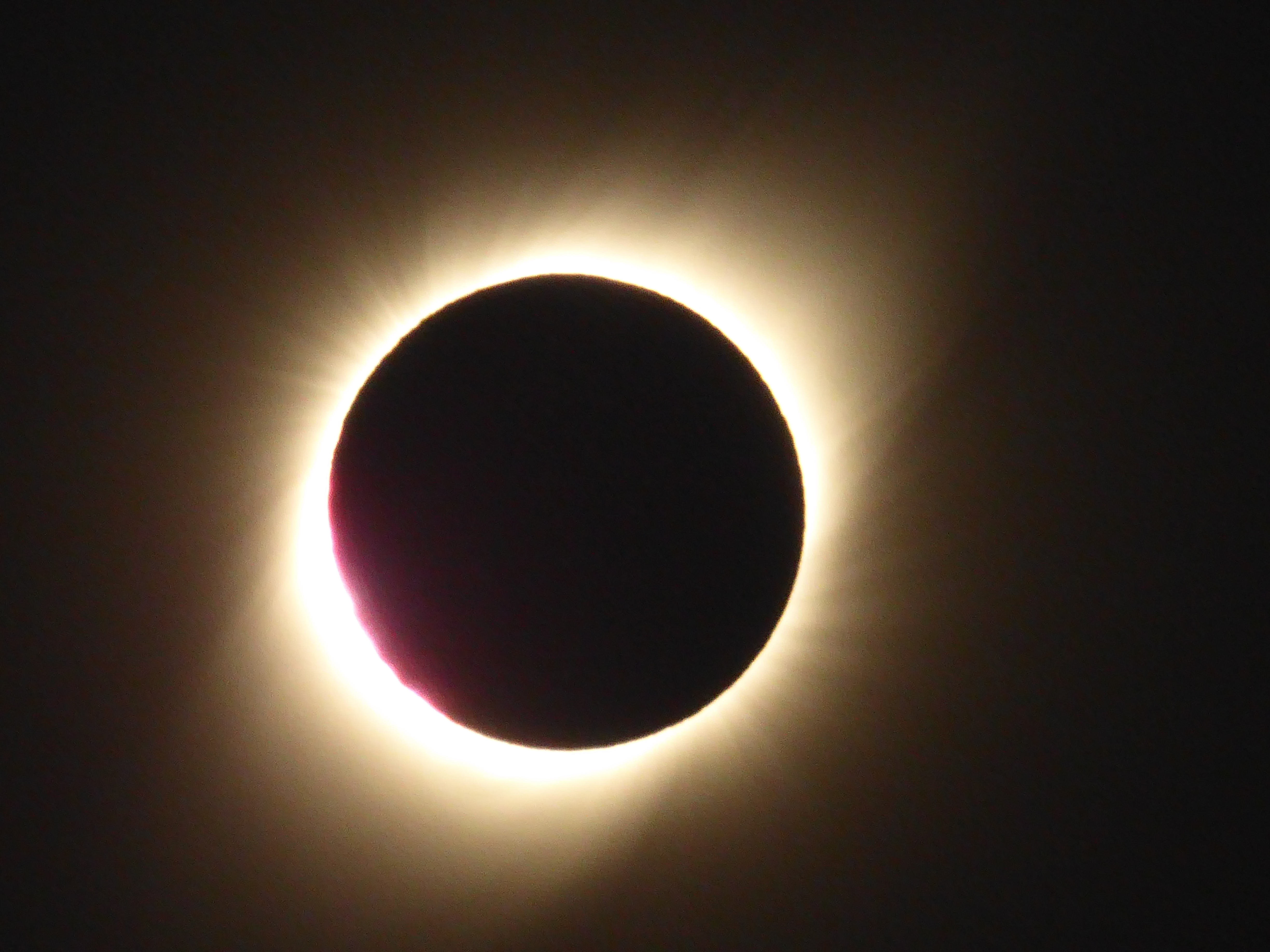
Hình ảnh nhật thực toàn phần tại La Serena, Chile

Nhật thực toàn phần xảy ra tại nút tăng dần của quỹ đạo của Mặt Trăng vào ngày 2 tháng 7 năm 2019, với cường độ nhật thực là 1.0459.  Nhật thực toàn phần có thể nhìn thấy từ phía nam Thái Bình Dương phía đông New Zealand đến vùng Coquimbo ở Chile và Trung Argentina vào lúc hoàng hôn, với tối đa 4 phút 32 giây có thể nhìn thấy từ Thái Bình Dương.
Một lần nhật thực khác sẽ xảy ra vào một năm âm lịch sau lần nhật thực này, vào ngày 21 tháng 6 năm 2020. Một lần nhật thực toàn phần nữa sẽ đi qua khu vực này của Trái Đất vào ngày 14 tháng 12 năm 2020.

## Phạm vi nhìn thấy
Nhật thực xảy ra khi Mặt Trăng đi qua giữa Trái Đất và Mặt Trời, do đó che khuất hoàn toàn hoặc một phần hình ảnh Mặt Trời cho người xem trên Trái Đất. Nhật thực toàn phần xảy ra khi đường kính rõ ràng của Mặt Trăng lớn hơn Mặt Trời, chặn tất cả ánh sáng mặt trời trực tiếp, biến ngày thành bóng tối. Tổng số xảy ra trong một con đường hẹp trên bề mặt Trái Đất, với nhật thực một phần có thể nhìn thấy trên một khu vực xung quanh rộng hàng ngàn km.
Sau nhật thực ngày 21 tháng 8 năm 2017 Bắc Mỹ, Nhà thiên văn không biên giới đã thu thập kính nhật thực để phân phối lại cho châu Mỹ Latinh và châu Á cho nhật thực năm 2019.